# دثيمة (جنس)
الدثيمة أو فأران حقول العالم القديم (الاسم العلمي: Apodemus)، جنس فأران من فصيلة الفأرية تضم فأران الحقول الأوراسية.